# Parydra spiculosa
Parydra spiculosa är en tvåvingeart som beskrevs av Clausen 1985. Parydra spiculosa ingår i släktet Parydra och familjen vattenflugor. Inga underarter finns listade i Catalogue of Life.